# Yuval Cherlow

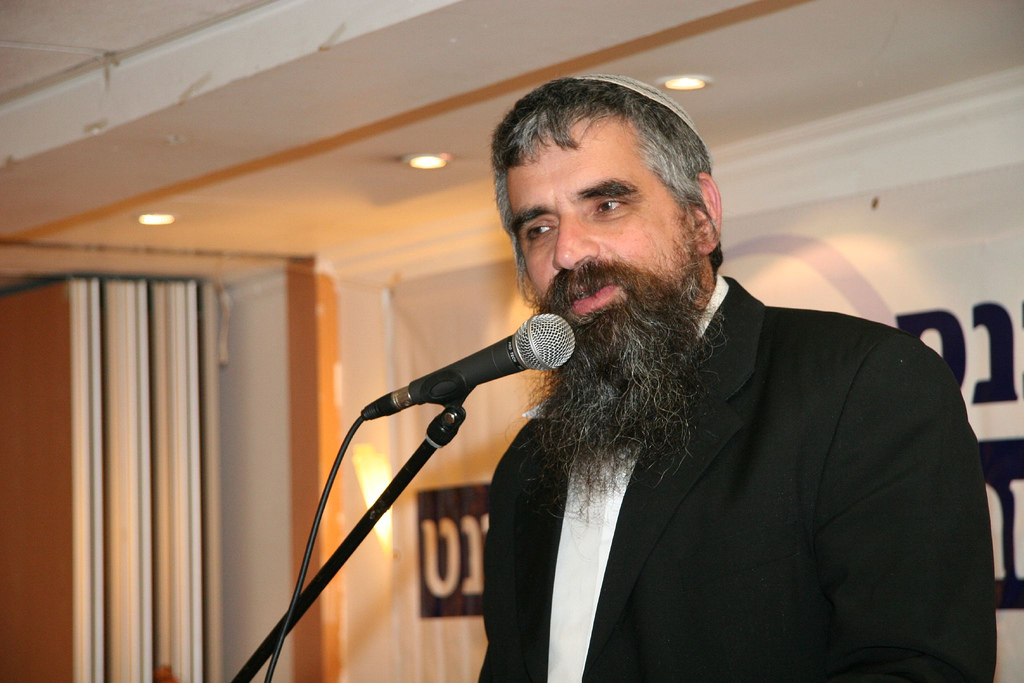
Yuval Cherlow

Yuval Cherlow (în ebraică ובל שרלו,se citește „Șerlo”, n. 24 iunie 1957, Herzliya, Districtul Tel Aviv, Israel) este un rabin ortodox modern israelian, conducătorul al unei ieșive de tip "hesder" din Petah Tikva, unul din întemeietorii organizației Tzohar a rabinilor ortodocși moderni în Israel

## Date biografice
Yuval Cherlow s-a născut la Herzliya, din părinți evrei originari din America. A învățat la ieșiva Har Etzion și a făcut serviciul militar ca ofițer în forțele blindate. El a locuit în localitatea Efrat,iar in prezent în moșavul Trom. 
Soția sa Smadar, nepoata rabinului Yehoshua Kaniel, este conferențiară la facultatea de filozofie iudaică a Universității Bar Ilan din Ramat Gan.
Ei au șapte copii, între care rabinul Elhanan Cherlow, din anul 2022 directorul ieșivei Otniel.

## Cariera rabinică
Cherlow și-a început cariera sa rabinică în kibuțul Tirat Tzvi, unde a slujit ca rabin si profesor. Ulterior a slujit ca rabin la Ieșiva Hagolan din Hispin, în sudul Podișului Golan.După asasinarea în noiembrie 1995 a premierului israelian Itzhak Rabin de către un militant religios de extremă dreapta, student la Universitatea Bar Ilan, rabinul Cherlow a contribuit la înființarea organizației de rabini Tzohar, al cărei obiectiv a fost reducerea tensiunilor dintre publicul religios evreiesc ortodox din Israel și cel laic. În 1998 a întemeiat Ieșivat Hesder din Petah Tikva, iar in prezent împreună cu rabinul Tamir Granot este directorul ieșivei Orot Shaul  din cartierul Shapira din Tel Aviv. După anul 2001 rabinul Cherlow a emis peste 30 000 de response rabinice, publicate pe internet pe situl Moreshet (Moștenirea tradiției) și a publicat ulterior două cărți bazate pe aceste response.
De asemenea a scris cărți de comentarii biblice și care dezbat învățăturile rabinului Avraham Itzhak Kook.
Cherlow este membru în comitetul pentru etică al Ministerului Sănătății al Israelului și al comitetului care aprobă alocarea bugetului pentru introducerea de noi medicamente și procedeuri de tratament.
El activează în cadrul mișcării Bemaagaley Tzedek (Cercuri de justiție). În anul 2011 el a luat parte la mișcarea de proteste publice pentru dreptate socială.

## Luări de poziție
Rabinul Cherlow a emis opinii liberale asupra unor chestiuni ca de pildă permisiunea religioasă pentru unele femei nemăritate de a se ajuta în anumite împrejurari de inseminarea artificială pentru a avea copii, și a sprijinit desfășurarea de activități comune ale fetelor și băieților, care au devenit foarte restrânse, în decursul anilor, în cadrul mișcării de tineret național-religios „Bney Akiva”. În legătură cu căsătoria evreiască, rabinul Cherlow este de părere că toți evreii trebuie să se căsătorească potrivit cu cerințele legii religioase ortodoxe Halaha, dar că în cazurile unde Șef Rabinatul Israelului nu acceptă să căsătorească un cuplu, trebuie se se găsească un mod alternativ în cadrul legii laice pentru recunoașterea legăturii. Rabinul Cherlow a exprimat empatie pentru dificultătile întâmpinate de evreii religioși homosexuali și a chemat publicul religios să se poarte cu ei cu înțelegere. De asemenea el s-a opus nesupunerii civice care s-a manifestat în unele cazuri ca de pildă ca reacție la hotărârile guvernului israelian de dezangajare unilaterală și evacuare a așezărilor evreiești din Fâșia Gaza. 
În anul 2012 rabinul Cherlow a exprimat opinii îndrăznețe în favoarea recunoașterii oficiale și subsidierii de către statul israelian a rabinilor de rit neortodox - reformat sau conservativ, care sunt majoritare în rândurile iudaismului din America de Nord și a recunoașterii convertirilor oficiate de ei. De asemenea a chemat la reexaminarea chestiunilor de Halaha, pentru a permite cooptarea în comunitățile ortodoxe evreiești din Diaspora a evreilor nepracticanți ai cerințelor cultului.